# Aphodius erraticus
Aphodius erraticus es una especie de coleóptero de la familia Scarabaeidae.

## Distribución geográfica
Habita en todo el holártico, excepto Macaronesia, y en la zona indomalaya.